# التنبؤ الاقتصادي
التنبؤ الاقتصادي هو عملية تطوير تنبؤات حول الاقتصاد. يمكن إجراء التنبؤات على مستوى عام - على سبيل المثال للناتج المحلي الإجمالي أو التضخم أو البطالة أو العجز المالي - أو على مستوى أكثر تفصيلاً لقطاعات معينة من الاقتصاد أو حتى لشركات محددة. التنبؤ الاقتصادي هو مقياس لمعرفة الازدهار المستقبلي لنمط من الاستثمار وهو النشاط الرئيسي في التحليل الاقتصادي. تشارك العديد من المؤسسات في التنبؤ الاقتصادي مثل: الحكومات الوطنية والبنوك والبنوك المركزية والمستشارون وكيانات القطاع الخاص مثل مراكز الفكر والشركات والمنظمات الدولية مثل صندوق النقد الدولي والبنك الدولي ومنظمة التعاون الاقتصادي والتنمية. يتم إصدار بعض التوقعات سنويًا، ولكن يتم تحديث العديد منها بشكل متكرر.
ياخذ الاقتصادي عادة المخاطر بعين الاعتبار (أي الأحداث أو الظروف التي يمكن أن تتسبب اختلاف النتيجة عن تقديراتها الأولية). تساعد هذه المخاطر في توضيح عملية التفكير المستخدمة في الوصول إلى أرقام التوقعات النهائية. يستخدم الاقتصاديون عادةً التعليقات التوضيحية جنبًا إلى جنب مع أدوات تصور البيانات مثل الجداول والمخططات لتوصيل توقعاتهم. في إعداد التنبؤات الاقتصادية، يتم استخدام مجموعة متنوعة من المعلومات في محاولة لزيادة الدقة.
كل شيء من الاقتصاد الكلي، الاقتصاد الجزئي، بيانات السوق من المستقبل، التعلم الآلي (الشبكات العصبية الاصطناعية)، والدراسات السلوكية البشرية كلها استخدمت لتحقيق توقعات وتنبؤات اقتصادية أفضل. تستخدم التوقعات لمجموعة متنوعة من الأغراض. تستخدم الحكومات والشركات التوقعات الاقتصادية لمساعدتها على تحديد إستراتيجيتها وخططها متعددة السنوات وميزانياتها للعام المقبل. يستخدم محللو سوق الأوراق المالية التنبؤات لمساعدتهم على تقدير تقييم الشركة وسهمها.
يختار الاقتصاديون المتغيرات والعوامل المهمة للموضوع قيد المناقشة. قد يستخدم الاقتصاديون التحليل الإحصائي للبيانات السابقة (للاحداث المسجلة سابقا) لتحديد العلاقات الواضحة بين متغيرات مستقلة معينة وعلاقتها بالمتغير التابع ضمن موضوع الدراسة. على سبيل المثال، إلى أي مدى أثرت التغيرات في أسعار المساكن على القيمة الصافية لثروة السكان بشكل عام في الماضي؟ يمكن بعد ذلك استخدام هذه العلاقة للتنبؤ بتاثير تغيرات اسعار المساكن على ثروة السكان بالمستقبل. بمعنى، إذا كان من المتوقع أن تتغير أسعار المساكن بطريقة معينة، فما هو تأثير ذلك على القيمة الصافية المستقبلية لثروة السكان؟ تعتمد التوقعات بشكل عام على بيانات العينة (أخذ بيانات عينة محددة من السكان لبناء التوقعات على اساسها) بدلاً من مجموعة كاملة من السكان، مما يؤدي إلى عدم اليقين أو التمثيل الصحيح لكل السكان. يجري الاقتصادي اختبارات إحصائية ويطور نماذج إحصائية (غالبًا باستخدام تحليل الانحدار) لتحديد العلاقات التي تصف أو تتنبأ بشكل أفضل بسلوك المتغيرات أو العوامل قيد الدراسة. يتم تطبيق البيانات والافتراضات الماضية حول المستقبل على النموذج للوصول إلى توقع لمتغيرات معينة.